# لجنة الحوار اللبناني الفلسطيني
لجنة الحوار اللبناني الفلسطيني وتُدعى اختصارًا LPDC، هي هيئة حكومية تأسست في 2005 تحت اسم «فريق عمل معالجة قضايا اللاجئين الفلسطينيين»، حيثُ تُعنى بالسياسات العامة التي تستهدف اللاجئين الفلسطينيين في لبنان.
تعملُ اللجنة كحلقةِ ربطٍ مركزية بين اللاجئين الفلسطينيين وبين المؤسسات الرسمية والدُولية، كما تقدمُ النصح حول السياسات العامة الواجب تبنّيها من قبل الحكومة اللبنانية، مرتكزةً بذلك على المصالح الوطنية للشعب اللبناني وحقوق اللاجئين الفلسطينيين بالعيش الكريم حتى عودتهم إلى ديارهم.

## مهامها
حدّد القرار اللبناني رقم 89/2005 المهام المناطَة بها لجنة الحوار:
- معالجة المسائل الحياتية والاجتماعية والاقتصادية والقانونية والأمنية داخل المخيمات وللفلسطينيين المقيمين في لبنان بالتعاون مع وكالة الأمم المتحدة لغوث وتشغيل اللاجئين الفلسطينيين.
- وضع آلية لإنهاء وجود السلاح الفلسطيني خارج المخيمات.
- إطلاق الحوار حول معالجة قضية السلاح داخل المخيمات لجهة تنظيمه وضبطه.
- درس إمكانية إقامة علاقات تمثيلية بين لبنان وفلسطين.

## مشاريعها

### مشروع تعداد الفلسطينيين في لبنان
في 2 فبراير 2017 أطلقت لجنة الحوار اللبناني الفلسطيني مشروع «التعداد العام للسكان والمساكن في المخيمات والتجمعات الفلسطينية في لبنان» بالشراكة مع إدارة الإحصاء المركزي اللبناني والجهاز المركزي للإحصاء الفلسطيني، وتم إطلاق هذا المشروع بحضور رئيس الوزراء اللبناني سعد الحريري.
وفي 21 ديسمبر 2017 أعلنت لجنة الحوار اللبناني الفلسطيني عن نتائج هذا المشروع، حيثُ يُعتبر المشروع الأول من نوعه والذي يستهدف اللاجئين الفلسطينيين في 12 مخيمًا وأكثر من 156 تجمعًا، حيثُ كشف المشروع أن عدد اللاجئين الفلسطينيين 174 ألفًا و422 فردًا في لبنان، وأنَّ 114 ألفًا و206 فلسطيني يعيشون في مخيمات اللاجئين الفلسطينيين في لبنان.

## رؤساء اللجنة
يُعين رئيس لجنة الحوار من قبل رئيس مجلس الوزراء لبنان.
| مدة الولاية                    | رئيس مجلس الوزراء | الحكومة                       | رئيس اللجنة     |
| ------------------------------ | ----------------- | ----------------------------- | --------------- |
| تشرين الثاني 2021 - حاليا      | نجيب ميقاتي       | معا للانقاذ                   | باسل الحسن      |
| نيسان 2014 - تشرين الثاني 2021 | تمام سلام         | المصلحة الوطنية               | حسن منيمنة      |
| حزيران 2012 - نيسان 2014       | نجيب ميقاتي       | كلنا للعمل                    | خلدون الشريف    |
| تموز 2011 - حزيران 2012        | نجيب ميقاتي       | كلنا للعمل                    | عبد المجيد قصير |
| تشرين الثاني 2009 - تموز 2011  | سعد الحريري       | حكومة الإنماء والتطوير        | مايا مجذوب      |
| تموز 2008 - حزيران 2009        | فؤاد السنيورة     | حكومة الإدارة الوطنية الجامعة | خليل مكاوي      |
| تشرين الثاني 2005 - تموز 2008  | فؤاد السنيورة     | حكومة الإصلاح والنهوض         | خليل مكاوي      |